# 78e Golden Globe Awards
De 78e Golden Globe Awards werden op 28 februari 2021 uitgereikt. De prijsuitreiking werd voor de vierde keer gepresenteerd door Tina Fey en Amy Poehler en vond vanwege de coronapandemie plaats in zowel Beverly Hills (Beverly Hilton Hotel) als New York (The Rainbow Room).
De nominaties werden op 3 februari 2021 bekendgemaakt door Sarah Jessica Parker en Taraji P. Henson.

## Film – winnaars en nominaties

### Beste dramafilm
- Nomadland
  - The Father
  - Mank
  - Promising Young Woman
  - The Trial of the Chicago 7

### Beste komische of muzikale film
- Borat Subsequent Moviefilm
  - Hamilton
  - Music
  - Palm Springs
  - The Prom

### Beste regisseur
- Chloé Zhao – Nomadland
  - Emerald Fennell – Promising Young Woman
  - David Fincher – Mank
  - Regina King – One Night in Miami
  - Aaron Sorkin – The Trial of the Chicago 7

### Beste acteur in een dramafilm
- Chadwick Boseman – Ma Rainey's Black Bottom
  - Riz Ahmed – Sound of Metal
  - Anthony Hopkins – The Father
  - Gary Oldman – Mank
  - Tahar Rahim – The Mauritanian

### Beste actrice in een dramafilm
- Andra Day – The United States vs. Billie Holiday
  - Viola Davis – Ma Rainey's Black Bottom
  - Vanessa Kirby – Pieces of a Woman
  - Frances McDormand – Nomadland
  - Carey Mulligan – Promising Young Woman

### Beste acteur in een komische of muzikale film
- Sacha Baron Cohen – Borat Subsequent Moviefilm
  - James Corden – The Prom
  - Lin-Manuel Miranda – Hamilton
  - Dev Patel – The Personal History of David Copperfield
  - Andy Samberg – Palm Springs

### Beste actrice in een komische of muzikale film
- Rosamund Pike – I Care a Lot
  - Maria Bakalova – Borat Subsequent Moviefilm
  - Kate Hudson – Music
  - Michelle Pfeiffer – French Exit
  - Anya Taylor-Joy – Emma

### Beste mannelijke bijrol
- Daniel Kaluuya – Judas and the Black Messiah
  - Sacha Baron Cohen – The Trial of the Chicago 7
  - Jared Leto – The Little Things
  - Bill Murray – On the Rocks
  - Leslie Odom jr. – One Night in Miami

### Beste vrouwelijke bijrol
- Jodie Foster – The Mauritanian
  - Glenn Close – Hillbilly Elegy
  - Olivia Colman – The Father
  - Amanda Seyfried – Mank
  - Helena Zengel – News of the World

### Beste script
- The Trial of the Chicago 7 – Aaron Sorkin
  - The Father – Florian Zeller, Christopher Hampton
  - Mank – Jack Fincher
  - Nomadland – Chloé Zhao
  - Promising Young Woman – Emerald Fennell

### Beste filmmuziek
- Soul – Jon Batiste, Trent Reznor, Atticus Ross
  - Mank – Trent Reznor, Atticus Ross
  - The Midnight Sky – Alexandre Desplat
  - News of the World – James Newton Howard
  - Tenet – Ludwig Göransson

### Beste filmsong
- "Io sì" ("Seen") – La vita davanti a sé (The Life Ahead)
  - "Fight for You" – Judas and the Black Messiah
  - "Hear My Voice" – The Trial of the Chicago 7
  - "Speak Now" – One Night in Miami
  - "Tigress & Tweed" – The United States vs. Billie Holiday

### Beste niet-Engelstalige film
- Minari –  Verenigde Staten
  - Deux (Two of Us) –  Frankrijk /  Verenigde Staten
  - Druk (Another Round) –  Denemarken
  - La Llorona –  Guatemala /  Frankrijk
  - La vita davanti a sé (The Life Ahead) –  Italië

### Beste animatiefilm
- Soul
  - The Croods: A New Age
  - Onward
  - Over the Moon
  - Wolfwalkers

## Films met meerdere nominaties
De volgende films ontvingen meerdere nominaties:
| Nominaties | Film                                  | Awards |
| ---------- | ------------------------------------- | ------ |
| 6          | Mank                                  |        |
| 5          | The Trial of the Chicago 7            | 1      |
| 4          | The Father                            |        |
| 4          | Nomadland                             | 2      |
| 4          | Promising Young Woman                 |        |
| 3          | Borat Subsequent Moviefilm            | 2      |
| 3          | One Night in Miami                    |        |
| 2          | Hamilton                              |        |
| 2          | Judas and the Black Messiah           | 1      |
| 2          | Ma Rainey's Black Bottom              | 1      |
| 2          | The Mauritanian                       | 1      |
| 2          | Music                                 |        |
| 2          | News of the World                     |        |
| 2          | Palm Springs                          |        |
| 2          | The Prom                              |        |
| 2          | Soul                                  | 2      |
| 2          | The United States vs. Billie Holiday  | 1      |
| 2          | La vita davanti a sé (The Life Ahead) | 1      |

## Cecil B. DeMille Award
- Jane Fonda

## Televisie – winnaars en nominaties

### Beste dramaserie
- The Crown
  - Lovecraft Country
  - The Mandalorian
  - Ozark
  - Ratched

### Beste komische of muzikale serie
- Schitt's Creek
  - Emily in Paris
  - The Flight Attendant
  - The Great
  - Ted Lasso

### Beste miniserie, anthologieserie of televisiefilm
- The Queen's Gambit
  - Normal People
  - Small Axe
  - The Undoing
  - Unorthodox

### Beste acteur in een dramaserie
- Josh O'Connor – The Crown
  - Jason Bateman – Ozark
  - Bob Odenkirk – Better Call Saul
  - Al Pacino – Hunters
  - Matthew Rhys – Perry Mason

### Beste actrice in een dramaserie
- Emma Corrin – The Crown
  - Olivia Colman – The Crown
  - Jodie Comer – Killing Eve
  - Laura Linney – Ozark
  - Sarah Paulson – Ratched

### Beste acteur in een komische of muzikale serie
- Jason Sudeikis – Ted Lasso
  - Don Cheadle – Black Monday
  - Nicholas Hoult – The Great
  - Eugene Levy – Schitt's Creek
  - Ramy Youssef – Ramy

### Beste actrice in een komische of muzikale serie
- Catherine O'Hara – Schitt's Creek
  - Lily Collins – Emily in Paris
  - Kaley Cuoco – The Flight Attendant
  - Elle Fanning – The Great
  - Jane Levy – Zoey's Extraordinary Playlist

### Beste acteur in een televisiefilm, miniserie of anthologieserie
- Mark Ruffalo – I Know This Much Is True
  - Bryan Cranston – Your Honor
  - Jeff Daniels – The Comey Rule
  - Hugh Grant – The Undoing
  - Ethan Hawke – The Good Lord Bird

### Beste actrice in een televisiefilm, miniserie of anthologieserie
- Anya Taylor-Joy – The Queen's Gambit
  - Cate Blanchett – Mrs. America
  - Daisy Edgar-Jones – Normal People
  - Shira Haas – Unorthodox
  - Nicole Kidman – The Undoing

### Beste mannelijke bijrol in een televisieserie, miniserie of televisiefilm
- John Boyega – Small Axe
  - Brendan Gleeson – The Comey Rule
  - Daniel Levy – Schitt's Creek
  - Jim Parsons – Hollywood
  - Donald Sutherland – The Undoing

### Beste vrouwelijke bijrol in een televisieserie, miniserie of televisiefilm
- Gillian Anderson – The Crown
  - Helena Bonham Carter – The Crown
  - Julia Garner – Ozark
  - Annie Murphy – Schitt's Creek
  - Cynthia Nixon – Ratched

## Series met meerdere nominaties
De volgende series ontvingen meerdere nominaties:
| Nominaties | Serie                | Awards |
| ---------- | -------------------- | ------ |
| 6          | The Crown            | 4      |
| 5          | Schitt's Creek       | 2      |
| 4          | Ozark                |        |
| 4          | The Undoing          |        |
| 3          | The Great            |        |
| 3          | Ratched              |        |
| 2          | The Comey Rule       |        |
| 2          | Emily in Paris       |        |
| 2          | The Flight Attendant |        |
| 2          | Normal People        |        |
| 2          | The Queen's Gambit   | 2      |
| 2          | Small Axe            | 1      |
| 2          | Ted Lasso            | 1      |
| 2          | Unorthodox           |        |

## Carol Burnett Award
- Norman Lear